# Mistrovství Evropy v judu 2006
Mistrovství Evropy se konalo v Tampereen jäähalli v Tampere, Finsko, ve dnech 26.-28. května 2006 a kategorie bez rozdílu vah proběhla v SPENS v Novim Sadu, Srbsko, 9. prosince 2006.

## Program
Tampere
- PÁT – 26.05.2006 – superlehká váha (−60 kg, −48 kg) a pololehká váha (−66 kg, −52 kg) a lehká váha (−73 kg)
- SOB – 27.05.2006 – lehká váha (−57 kg) a polostřední váha (−81 kg, −63 kg) a střední váha (−90 kg)
- NED – 28.05.2006 – střední váha (−70 kg) a polotěžká váha (−100 kg, −78 kg) a těžká váha (+100 kg, +78 kg)

 Novi Sad
- SOB – 09.12.2006 – bez rozdílu vah (muži a ženy)

## Výsledky

### Muži
| Kategorie | Zlato                  | Stříbro                  | Bronz                       | Bronz                       |
| --------- | ---------------------- | ------------------------ | --------------------------- | --------------------------- |
| −60 kg    | Craig Fallon (GBR)     | Armen Nazarjan (ARM)     | Ruben Houkes (NED)          | Ludwig Paischer (AUT)       |
| −66 kg    | Zaza Kedelašvili (GEO) | Benjamin Darbelet (FRA)  | Künter Rothberg (EST)       | Andreas Mitterfellner (AUT) |
| −73 kg    | Elnur Mammadli (AZE)   | Daniel Fernandes (FRA)   | Bryan van Dijk (NED)        | Salamu Mežidov (RUS)        |
| −81 kg    | Sergej Šundikov (BLR)  | Giuseppe Maddaloni (ITA) | Guillaume Elmont (NED)      | Sergei Aschwanden (SUI)     |
| −90 kg    | Ivan Peršin (RUS)      | David Alarza (ESP)       | Roberto Meloni (ITA)        | Winston Gordon (GBR)        |
| −100 kg   | Ruslan Gasymov (RUS)   | Dániel Hadfi (HUN)       | Peter Cousins (GBR)         | Dmitrij Peters (GER)        |
| +100 kg   | Andreas Tölzer (GER)   | Janusz Wojnarowicz (POL) | Zviad Chandžaliašvili (GEO) | Tamerlan Tmenov (RUS)       |

### Ženy
| Kategorie | Zlato                         | Stříbro                   | Bronz                        | Bronz                           |
| --------- | ----------------------------- | ------------------------- | ---------------------------- | ------------------------------- |
| −48 kg    | Alina Dumitruová (ROU)        | Neşe Şensoyová (TUR)      | Frédérique Jossinetová (FRA) | Michaela Baschinová (GER)       |
| −52 kg    | Telma Monteirová (POR)        | Ioana Aluașová (ROU)      | Mareen Krähová (GER)         | Ilse Heylenová (BEL)            |
| −57 kg    | Barbara Harelová (FRA)        | Kifayət Qasımovová (AZE)  | Isabel Fernándezová (ESP)    | Sabrina Filzmoserová (AUT)      |
| −63 kg    | Sarah Clarková (GBR)          | Lucie Décosseová (FRA)    | Ylenia Scapinová (ITA)       | Elisabeth Willeboordseová (NED) |
| −70 kg    | Gévrise Émaneová (FRA)        | Heide Wollertová (GER)    | Catherine Jacquesová (BEL)   | Maryna Pryščepová (UKR)         |
| −78 kg    | Vera Moskaljuková (RUS)       | Céline Lebrunová (FRA)    | Svetlana Timošenková (BLR)   | Esther San Miguelová (ESP)      |
| +78 kg    | Anne-Sophie Mondièreová (FRA) | Carola Uilenhoedová (NED) | Julija Borisiková (BLR)      | Lucija Polavderová (SLO)        |